# جورج روز (ضابط)
جورج روز (بالإنجليزية: George Rose)‏ هو ضابط أمريكي، ولد في 28 فبراير 1880 في ستامفورد في الولايات المتحدة، وتوفي في 7 ديسمبر 1932 في نيوآرك في الولايات المتحدة.